# Ghulam Qadir Rohilla ibn Dabita
Ghulam Qadir Rohilla ibn Dabita ibn Amir al-Umara Nadjib al-Dawla (mort 1789), fill de Dabita Khan Nadjib al-Dawla, el cap rohilla fundador de Najibabad, fou kan dels rohilla.
El seu pare el va deixar a la cort mogol encara molt jove, com a representant seu segurament en qualitat d'ostatge. El 1776 es va escapar de Delhi després de la derrota imperial davant les forces de Dabita Khan i es va reunir al pare al fortí de Ghawrhgarh proper a Thaba Bhawan. El 1777 Dabita fou derrotat pels marathes i el fill fou fet presoner i portat a Delhi i tancat al Fort Roig i fou obligat a sortir davant de la cort vestit de dona, com humiliació per ell i pel seu pare. Com que alguna de les dames de l'harem s'hi va fixar, fou castrat.
El 1783 va morir Dabita Khan i va heretar els béns de la família però no va pagar els drets successoris a l'emperador. El 1787 Sindhia, cap dels marathes, va fer un pacte amb Ghulam contra els sikhs; Ghulam no el va respectar i va perseguir als perceptors d'impostos marathes i es va apoderar de territori imperial amb l'ajut de l'eunuc Hafiz Manzur Ali Khan que exercia influència sobre l'emperador al que aconsellava rebutjar la tutela maratha. L'agost de 1787 Ghulam va derrotar els marathes a Shahdara prop de Delhi i va aspirar al càrrec de mir bakhshi i l'administració imperial; al mes següent, havent sortir els marathes de Delhi, va entrar a la ciutat i va obligar a Shah Alam II (1759-1806) a nomenar-lo mir bakhshi i amir al-umara com ja havien exercit el seu pare i el seu avi.
Llavors va començar un saqueig sistemàtic del Doab i es va apoderar fins i tot de les taxes de les terres imperials reservades a l'emperador. Va passar temps buscant el suposat tresor imperial amagat que no va trobar. El juliol de 1788 va retornar a Delhi i amb l'ajut de l'eunuc Hafiz Manzur, superintendent de la casa reial, va obtenir audiència de l'emperador que d'altra banda no li podia refusar. El dia 30 de juliol Ghulam Qadir va fer presoner a Shah Alam II i l'1 d'agost el va fer cegar. Els fills i les dones de l'harem foren deixats morir de fam; els prínceps foren fuetejats i les princeses violades. Durant dies Ghulam va venjar la seva castració amb diverses tortures que segurament pretenien saber on era el tresor.
El febrer de 1789 els marathes van retornar i Ghulam va ser fet presoner pel cap maratha Mahadji Sinhdia i després d'uns dies presoners fou executat.